# نوسانگر شیمیایی

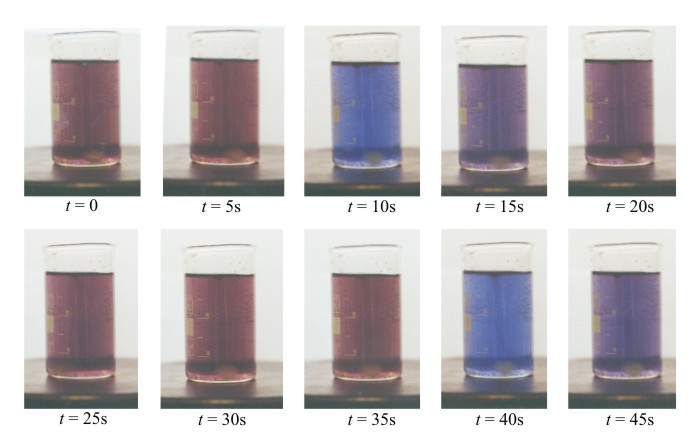
واکنش بلوسوف-ژابوتینسکی که به صورت مداوم در حال هم خوردن است. تغییرات رنگ در طول زمان در طی این فرآیند نشان داده شده است.

یک نوسانگر شیمیایی، ترکیبی پیچیده از ترکیبات شیمیایی واکنش‌پذیر است که در آن غلظت یک یا چند جزء تغییرات دوره ای را نشان می دهد. این واکنش‌ها دسته‌ای از واکنش‌ها هستند که به عنوان نمونه‌ای از ترمودینامیک غیر تعادلی شناخته می شود که در آن رفتار سیستم از حالت تعادلی فاصله دارد. این واکنش‌ها از لحاظ نظری از این جهت اهمیت دارند که نشان می دهند لازم نیست واکنش‌های شیمیایی تحت تأثیر رفتار ترمودینامیک تعادلی باشند.
در مواردی که یکی از واکنشگرها دارای رنگ قابل مشاهده باشد، تغییرات دوره ای رنگ را می توان مشاهده کرد. نمونه هایی از واکنش‌های نوسانی عبارتند از واکنش بلوسوف-ژابوتینسکی (BZ)، واکنش بریگس–روشر و واکنش بری-لیبافسکی.

## همچنین ببینید
- آزمایش بطری آبی
- واکنش‌های ساعتی

## لینک های خارجی
- فیلم واکنش BZ
- تاریخچه واکنش‌های نوسانی